# Polypodium scouleri
El polipodio de la costa (Polypodium scouleri) es una especie  de helechos de la familia Polypodiaceae. Nativa de la costa occidental de América del Norte.

## Descripción
Esta especie tiene frondes coriáceae de unos 38 cm de largo, formadas por hasta 14 pares de folíolos rígidos con pecíolos sarmentosos de 10 cm. Es una especie resistente y tolerante del sol que prospera en las rocallas.

## Taxonomía
Polypodium scouleri fue descrita por Hooker & Grev. y publicado en Icones Filicum 1: pl. 56. 1829.
Sinonimia
- Goniophlebium scouleri J. Sm.
- Polypodium carnosum Kellogg
- Polypodium pachyphyllum D.C. Eaton[2]